# Мото Гран-Прі Швейцарії
Мо́то Гран-Прі Швейцарії — колишній етап чемпіонату світу із шосейно-кільцевих мотогонок у класі MotoGP. Проводився на трасі Бремгартен (за виключенням сезону 1950, коли відбувався у Женеві) з моменту заснування чемпіонату світу у 1949 році до 1954 року. В сезоні 1955 року проведення Гран-Прі Швейцарії планувалось знову, проте через серйозну аварію, яка сталася під час гонки в Ле-Мані та призвела до загибелі 80 людей, гонка була скасована. Пізніше урядом країни  на законодавчому рівні була введена заборона на проведення будь-яких змагань з авто- та мотоспорту, яка діє і дотепер.

## Переможці етапу

### В розрізі сезонів
| Сезон | Траса      | 125cc        | 125cc    | 250cc           | 250cc      | 350cc           | 350cc      | 500cc           | 500cc      | Звіт |
| Сезон | Траса      | Гонщик       | Мотоцикл | Гонщик          | Мотоцикл   | Гонщик          | Мотоцикл   | Гонщик          | Мотоцикл   | Звіт |
| ----- | ---------- | ------------ | -------- | --------------- | ---------- | --------------- | ---------- | --------------- | ---------- | ---- |
| 1954  | Бремгартен |              |          | Руперт Холлаус  | NSU        | Фергус Андерсон | Moto Guzzi | Джеф Дюк        | Gilera     | Звіт |
| 1953  | Бремгартен |              |          | Рег Армстронг   | NSU        | Фергус Андерсон | Moto Guzzi | Джеф Дюк        | Gilera     | Звіт |
| 1952  | Бремгартен |              |          | Фергус Андерсон | Moto Guzzi | Джеф Дюк        | Norton     | Джек Бретт      | AJS        | Звіт |
| 1951  | Бремгартен |              |          | Даріо Амброзіні | Benelli    | Лес Грем        | Velocette  | Фергус Андерсон | Moto Guzzi | Звіт |
| 1950  | Женева     |              |          | Даріо Амброзіні | Benelli    | Лес Грем        | AJS        | Лес Грем        | AJS        | Звіт |
| 1949  | Бремгартен | Нелло Пагані | Mondial  | Бруно Руффо     | Moto Guzzi | Фредді Фріз     | Velocette  | Лес Грем        | AJS        | Звіт |